# Тишман, Марк Иосифович
Марк Ио́сифович Ти́шман (род. 22 августа 1979, Махачкала, Дагестанская АССР) — российский певец, композитор и телеведущий.

## Биография
Родился 22 августа 1979 года в Махачкале (Дагестан). По национальности — еврей. Отец — Иосиф Аркадьевич Тишман — инженер, родом из Черновцов; мать — Изольда Михайловна Тишман — врач из семьи бессарабского происхождения. У Марка есть старший брат Михаил, по профессии тоже врач.
В Махачкале семья жила на улице Азиза Алиева. С детства Марк увлекался музыкой, принимал участие в конкурсах художественной самодеятельности, закончил махачкалинскую музыкальную школу № 5 по классу фортепиано.
В возрасте 13 лет он стал победителем конкурса на знание английского языка и отправился обучаться в США по программе обмена школьниками, где также посещал занятия в детском хоре. Находился в США более полугода, после чего вернулся домой в Махачкалу. С отличием закончил махачкалинскую среднюю школу № 8.
После окончания школы Марк Тишман переехал из Махачкалы в Москву и поступил в МГУ на факультет иностранных языков, который закончил с красным дипломом и степенью бакалавра. Знает английский и испанский языки. Во время учёбы в университете Марк стал брать уроки вокала у знаменитого педагога музыкального училища имени Гнесиных Владимира Хачатурова.
После окончания МГУ Марк поступил в РАТИ на факультет музыкального театра, курс Розетты Немчинской. Он сыграл во многих спектаклях, включая мюзикл «Целуй меня, Кэт», где он исполнял главную роль и с которым выступал во многих городах России и зарубежья.
До 2006 года Марк был одним из солистов группы «Профсоюз», ставшей в июле 2004 года лауреатом Международного конкурса молодых исполнителей «Морской узел». После ухода из группы Марк Тишман выступал на корпоративных мероприятиях и праздниках, работал на телевидении, где вёл передачу о моде, снимался в телесериалах, сочинял песни, которые исполнял сам, а также группа «Пари».
Вёл лотерею «Бинго-миллионер» в 2006—2007 гг.
На Фабрику он дебютировал поздно, ближе к закрытию. Летом 2007 года Марк Тишман отправил свою песню «Я стану твоим ангелом» на кастинг «Фабрики звёзд — 7». В результате он прошёл отбор у Константина Меладзе и стал участником телевизионного музыкального проекта, в финале которого занял второе место. В период своего участия в проекте Марк Тишман обратил на себя внимание многих видных деятелей культуры и искусства. Вот мнение ведущего джазового музыканта страны Георгия Гараняна: «Тишман уже выступал со мной в Московской консерватории. Готовый профессиональный артист, самый подготовленный из тех, кто был там. Мало того, в области джаза он проявил удивительную эрудицию. Знал такие вещи, которые не каждый музыкант-джазмен знает. Между прочим, дальнейшая судьба ребят может быть не связана с теми местами, которые им присудили. Я предрекаю будущее Марку Тишману — тут даже и говорить нечего, это всем абсолютно ясно».
Сразу после окончания съёмок на «Фабрике звёзд» Марк Тишман выступил на ежегодном фестивале «Русская зима» в Лондоне, где пел свою песню «Ярким пламенем». Также принял участие в качестве певца-исполнителя в программах «Песня года» (РТР), «Две звезды», «Ночь на Первом», «Татьянин день», «Песни для любимых», «Мисс Россия» на телеканале СТС и различных праздничных концертах. С февраля по сентябрь 2008 года участвует в гастрольном туре «Фабрики звёзд-7» по городам России и зарубежья, где он не только исполняет свои песни, но и является ведущим всех концертов.
2 марта 2008 года в день выборов Президента России принял участие в концерте «Я выбираю Россию!», проходившем у стен Кремля и транслировавшемся на Первом канале в момент закрытия выборных участков (02.03.2008, начало 21-20). Вместе с популярными эстрадными исполнителями спел гимн собственного сочинения «Вперёд, Россия!», который на следующий день звучал в утренних выпусках «Новостей» Первого канала.
Марк Тишман стал автором музыки и слов гимна «Ромашка», написанного в честь Дня семьи, любви и верности, который с 2008 года объявлен Государственным праздником. Светлана Медведева, супруга Президента России в своём интервью рассказала: «Хорошую песню написал Марк Тишман — всего за одну ночь. Не ожидала, что молодёжь так откликнется, появится столько стихов — как можно любить, как можно чувствовать. И что очень важно: стихи адресованы именно этому Дню. О любви-то написано очень много, а вот о семье, о том, как её беречь…». Премьера гимна «Ромашка» в исполнении Марка Тишмана и финалистов телепроекта «Фабрика звёзд» прошла в финале праздничного концерта на Первом канале 8 июля 2008 года, который транслировался из г. Мурома (Владимирская область).
После окончания проекта «Фабрики звёзд» поклонники Марка Тишмана организовали фан-клуб «МаркИЗ Ангелов», который проводит творческие встречи с артистом.
В заключительном гала-концерте Международного фестиваля «Пять звёзд. Интервидение 2008» в г. Сочи Марк Тишман был почётным гостем и исполнил в прямой трансляции Первого канала свою новую песню «Моя история». В сентябре Марк Тишман принимал участие в праздничных мероприятиях, посвящённых праздникам «День города» (гг. Москва, Тула). Также на суд зрителей до конца 2008 года были представлены ещё две новые песни авторства Марка Тишмана «Вечер. Холодно» и «Девушка — Победа». В качестве певца-исполнителя Марк Тишман принимает участие в творческих вечерах Георгия Гараняна, Андрея Дементьева, Николая Добронравова, Валентина Юдашкина, а также в вечерах памяти (Михаила Танича, Владимира Высоцкого), которые транслируются на федеральных телеканалах (Первый канал, Россия). С 2008 года вел авторскую колонку в интернет-газете.
На мероприятиях Марк Тишман выступает не только в качестве исполнителя, но и ведущего. 17 ноября 2009 вместе с Яной Лапутиной провёл церемонию награждения премией в области эстетической медицины «Золотой ланцет».
В 2009 году в дуэте с актрисой Нонной Гришаевой стал победителем третьего сезона музыкального шоу «Две звезды».
В своей концертной деятельности Марк Тишман уделяет внимание поддержке благотворительных проектов. В преддверии Дня народного единства 2 ноября 2009 года он стал одним из ведущих концерта «Страна Воскресения» в ГКЗ «Россия в Лужниках», прошедшего при поддержке Правительства Москвы. 8 ноября 2009 Марк Тишман выступал на церемонии закрытия благотворительного кинофестиваля «Лучезарный ангел», духовным попечителем которого является Патриарх Московский и всея Руси Кирилл. В ноябре 2009 Марку Тишману была вручена «Благодарность» за участие в акции «Солнечный день» от Фонда социально-культурных инициатив, президентом которого является Светлана Медведева.
В феврале 2010 года Марк принял участие в сольных концертах французской певицы Патрисии Каас в Государственном Кремлёвском Дворце, дуэтом с которой исполнил песню «La Chance Jamais Ne Dure», русский текст к которой «Судьба дай нам шанс» написал сам. В апреле вместе с Иосифом Кобзоном и Тамарой Гвердцители выступал в творческих вечерах поэта Андрея Дементьева в шести крупнейших городах Израиля (Ашкелон, Иерусалим, Тель-Авив, Беер-Шева, Кармиэль, Хайфа). Марк исполнил уже известные песни «Яблоки на снегу», «Давай попробуем вернуть», «Я рисую». Специально к концертам Марк Тишман написал музыку на его стихи «В будущем году — в Иерусалиме». В 2010 году Марк — постоянный участник нового музыкального проекта Первого канала Достояние республики, где исполнил популярные ретро-песни «Лучший город Земли», «Вам возвращая ваш портрет», «Как, скажи, тебя зовут?» (дуэт с Алексеем Воробьёвым), «Александра» (дуэт с Викторией Дайнеко), а также является членом жюри.
Весной 2010 году Марк Тишман принял участие в творческом вечере поэта Андрея Дементьева «Моя земля Тверское княжество» (г. Тверь) и юбилейном концерте оркестра имени Юрия Силантьева в ГКЗ «Россия в Лужниках», где исполнил песню «Русский вальс» под аккомпанемент композитора Александры Пахмутовой (эфир на канале ТВ Центр). 9 мая принял участие в благотворительном концерте в Кремлёвском дворце для ветеранов войны «Песни Победы», где исполнил песню из репертуара Льва Лещенко «Сирень». 12 июня в День России Марк исполнил с Юлией Савичевой, Валерией, Иракли, группой «Город 312» и другими популярными отечественными исполнителями свою песню «Россия, вперёд» в финале большого праздничного концерта «Россия молодая» на Красной площади, который транслировался в прямом эфире на каналах МУЗ-ТВ и Россия-1.
Марк Тишман также продолжает выступать в качестве ведущего концертов — со Светланой Моргуновой 19 июня в «Крокус Сити Холл» провёл вечер памяти великой русской певицы Людмилы Зыкиной «Я лечу над Россией» с трансляцией на Первом канале. С Мариной Девятовой 23 июня провёл «Бал выпускников — 2010» на телеканале ТВ Центр, где прошла премьера его новой песни «Я к тебе вернусь». 3 июля Марк Тишман выступил на концерте ко Дню Семьи, Любви и Верности, который уже третий год проходит в г. Муроме, с трансляцией на Первом канале. В этом году впервые прозвучала его сольная песня «Светлая» и дуэт с Викторией Дайнеко «Половинка» (автор Джахан Поллыева). 4 июля выступил на закрытии международного музыкального конкурса «Морской узел» (г. Новороссийск).
Озвучил роль Вектора в мультфильме «Гадкий я» от компании Universal Studios. По мнению режиссёра дубляжа Ярославы Турылёвой отсутствие опыта в этой профессии было компенсировано трудолюбием и музыкальным слухом. В рамках этой работы Марк Тишман активно взаимодействовал с Леонидом Ярмольником; позже они вместе работали на презентациях картины.
В октябре 2010 года прошёл совместный гастрольный тур Марка Тишмана и Зары, которые успешно выступили в лучших концертных залах крупнейших городов Израиля — Ашкелон, Хайфа, Кармиэль, Беер-Шева, Нагария, Тель-Авив, Иерусалим.
В ноябре 2010 Марк Тишман снял первый музыкальный видеоклип на свою песню «Январи». Режиссёр — Кирилл Серебренников, оператор — Михаил Кричман. 2 декабря 2010 состоялся релиз первого сольного альбома Марка Тишмана «Песни про Тебя», который выпустила звукозаписывающая компания Real Records. В него вошли 12 песен, написанные Марком в период с 2001 по 2010 год — «Москва-Нева», «Ближе к небу», «Я стану твоим ангелом», «Январи», «Я к тебе вернусь», «Наш танец», «Иерусалим», «Девушка-победа», «Светлая», «Ярким пламенем», «Нравится!», «Вечер. Холодно». А также песня «Пять цветов любви», написанная композитором Константином Меладзе и поэтессой Дианой Гольдэ специально для Марка. На альбоме издан дуэт «Нравится!» с актрисой Нонной Гришаевой.
Выступил в финальной игре зимнего сезона игры Что? Где? Когда?, исполнив под собственный аккомпанемент на рояле песню «Мама» из репертуара группы Секрет. Для Новогоднего выпуска программы «Достояние республики» (Первый канал), посвящённого композитору Алле Пугачёвой, Марк Тишман исполнил в новой аранжировке её песню «Мэри» в сопровождении группы «Стрит-джаз». Концертный номер его собственной песни «Январи» поставила чемпионка мира по гимнастике Ляйсан Утяшева, которая вместе с ним приняла участие в съёмках программ «Двадцатка лучших песен» и «Народная марка», которые прошли в конце 2010 года на сцене Государственного Кремлёвского Дворца.
Марк Тишман записал песню «L'été indien» композитора Тото Кутуньо в дуэте с известной итальянской певицей InGrid. Эфир этой песни прошёл на Первом канале 31 декабря 2010 года в Новогоднем выпуске программы «Две звезды». 17 марта 2011 она была исполнена на концерте Тото Кутуньо в Государственном Кремлёвском Дворце.[значимость факта?]
8 марта 2011 года на телевидении состоялась премьера новой песни Марка Тишмана «Не вопрос!», его собственного авторства, которую он исполнил в праздничном концерте в Цирке на Цветном бульваре и на сцене Кремлёвского Дворца в праздничном шоу-дефиле Валентина Юдашкина.
С 12 марта 2011 Марк Тишман стал участником нового сезона телепроекта Первого канала «Фабрика звёзд — возвращение», в котором принимают финалисты предыдущих выпусков, которые вновь поборются за звание самого лучшего фабриканта. В финале Марк получил специальный приз «Приз продюсерских симпатий».
В сентябре 2011 года состоялся первый сольный гастрольный тур Марка Тишмана по городам Израиля — «Ангелы в январе».
Осенью 2012 года Марк Тишман и Зара провели совместный гастрольный тур «Две звезды и песни о любви» по городам Германии.
В марте 2013 года был выпущен клип «Ярким пламенем».
В январе 2014 года Первый канал показал новогодний выпуск проекта «Две звезды», в котором песню «Мельницы моей души» (стихи Марка Тишмана, музыка Мишеля Леграна) исполнили Тамара Гвердцители и Дмитрий Дюжев.
С ноября 2013 года по январь 2014 года Марк Тишман принял участие в проекте Первого канала «Повтори!» — шоу перевоплощений, в котором так же участвовали Нонна Гришаева, Александр Олешко, Анна Большова и другие. В девятом, финальном, выпуске Александр Ширвиндт вручил Марку Тишману специальный приз от театрального сообщества за актёрское мастерство.
28 мая 2014 года состоялся первый сольный концерт Марка Тишмана в Светлановском зале Московского Международного Дома Музыки с программой «Музыка моей души».
7 марта 2015 года в Светлановском зале ММДМ Марк Тишман представил свою вторую сольную программу «Песни о настоящей любви».
Весной 2015 года одним из участников 3 сезона телепроекта «Один в один» (канал Россия 1) стал Марк Тишман. В течение нескольких месяцев Марк создал более 10 ярких, запоминающихся образов, некоторые из них впоследствии стали отдельным номером в его сольной концертной программе. Перевоплощение Марка Тишмана в певца Робби Уильямса с песней «Feel» спустя 2 года получило высокую оценку от самого Робби в передаче Первого канала «Пусть говорят».
В ноябре 2015 года был выпущен клип на песню «Волга».
В 2016 году в эфир телеканала Культура был выпущен телепроект «Полиглот», в котором наряду с другими известными людьми Марк изучал китайский язык.
Весной 2016 года состоялся релиз песни «Пьяные, счастливые».
В одном из весенних выпусков проекта «Один в один» Марк принял участие в качестве приглашённого артиста, исполнив песню Джо Кокера «N’oubliez jamais», который был встречен тёплой реакцией публики и жюри.
В июле 2016 года Марк Тишман принял участие в традиционном концерте Первого канала в Муроме ко Дню семьи, любви и верности, исполнив две песни: «Волга» и «На каникулы» (дуэт с участниками проекта «Голос. Дети»).
В октябре 2016 года на концерте «Все звёзды юмора» состоялась премьера песни «Самый чистый кайф».
С 15 по 26 ноября 2016 года с успехом прошёл большой сольный тур Марка Тишмана по городам Израиля.
31 декабря 2016 года Марк стал одним из ведущих шоу нового для России формата «Новогодний миллиард». В конце программы прозвучала песня «Под Новый год», автором которой является Марк.
В феврале 2017 года Марк представил аудитории новый клип «Самый чистый кайф», в котором также приняли участие Анастасия Вядро, участница 2 сезона телепроекта «Танцы на ТНТ», и Артем Голубев, режиссёр и танцор. Клип набрал на YouTube более 1 миллиона просмотров.
9 марта также состоялся большой сольный концерт Марка «О самом главном…» в Московском Доме Музыки. Тогда же состоялась премьера песни «Танцевать одни».
10 марта был представлен релиз нового, второго по счёту, альбома «730».
С июня 2017 Марк является лицом благотворительного фонда «Мелодия жизни», который помогает детям-пользователям кохлеарных имплантов.
7 июля 2017 года ВКонтакте состоялась эксклюзивная премьера клипа на песню «Невыносимая» Марка и Юлии Паршута. За неделю количество просмотров клипа перевалило за отметку в 5 миллионов ВКонтакте и на YouTube. Кроме этого, был выпущен сингл «Невыносимая», в который помимо самой песни вошли акустическая и англоязычная версии трека.
Также 8 июля Марк снова принял участие в концерте ко Дню семьи, любви и верности в Муроме. Трансляция концерта велась Первым каналом, а Марк и Юля Паршута исполнили свой трек «Невыносимая».
Весной 2018 года в театре «У Никитских ворот» состоялась премьера моноспектакля Тишмана «Лица: эффект отсутствия». Постановка представляет собой повествование от лица 13 героев, которых воплощает на сцене Марк. Помогают ему музыканты ансамбля. Спектакль состоит из монологов, песенных композиций и трансляции видеопроекций.
С декабря 2019 года является послом фонда «Подари жизнь».
14 марта 2021 года состоялся концерт Марка Тишмана «От крика до тишины» в Вегас Сити Холле. Начало в 18:00.
В 2021 году состоялась премьера клипа Марка Тишмана на песню «Пьяней».
В 2021 году участвовал во втором сезоне шоу «Маска» на НТВ в маске Белого Орла. Продержался до девятого выпуска, но никто из жюри не узнал его.
В 2021 году был гостем в передаче Ты супер! 60+ на телеканале НТВ.
С октября 2021 года участник шоу «Шоумаскгоон» на телеканале НТВ.
В пятницу 31 декабря 2021 года был гостем новогоднего «Голубого огонька-2022» на телеканале Россия-1.
3 января 2022 года принял участие в программе «Угадай мелодию» с Валдисом Пельшем на Первом телеканале.
17 июля 2022 года был ведущим Торжественного закрытия XXXI Международного фестиваля искусств «Славянский базар в Витебске».
С 3 сентября 2022 года стал участником нового «Шоу Аватар» на телеканале НТВ. Проект создан по аналогии с шоу «Маска»: несколько поющих участников, чьи имена скрываются, несколько членов жюри и полюбившийся публике Вячеслав Макаров.
Марк продолжает радовать аудиторию дуэтными песнями с Юлией Паршутой. В 2022 году артисты представили новую композицию «Маяковский», впоследствии сняв на нее лирический клип.
15 декабря 2023 года Марк Тишман и Ярослав Сумишевский с песней «Пой со мной» выступили на шоу «Дуэты» на телеканале Россия-1.

## Общественная деятельность
В 2018 году был доверенным лицом кандидата в мэры Москвы Сергея Собянина. В марте 2018 года выступил на митинг‐концерте приуроченном к четвёртой годовщине аннексии Крыма Россией
В 2017 и 2018 году выступал в ЛНР и ДНР. В 2022 году принял участие в патриотическом марафоне «Zа Россию» в поддержку нападения на Украину.
За концерты в Крыму и оккупированной Донецкой области Украины внесён в базу «Миротворец»

## Санкции
В январе 2021 года Марк Тишман внесён в черный список Украины Министерством культуры по представлению СБУ.
1 июня 2022 года Латвия запретила въезд в страну Тишману за поддержку и оправдание агрессии России на Украине. Национальное агентство по предотвращению коррупции Украины выступило с инициативой о введении против Тишмана международных санкций за "важную роль в российской пропаганде и поддержку российской политику, подрывающей территориальную целостность, суверенитет и независимость Украины, аннексию Крыма. Ранее Тишман был внесён ФБК в список коррупционеров и разжигателей войны за участие в концертах в поддержку российской агрессии против Украины.

## Музыкальная карьера
Марк Тишман известен не только как певец-исполнитель, но как композитор и сонграйтер. Выпустил следующие сольные музыкальные альбомы:
- 2010 — Песни про тебя[28]
- 2017—730[29]
- 2019 — Звёзды декаданса[30]

В эфире телевидения и радиостанций звучат песни:
- «Nathalie» (музыка Хулио Иглесиас / слова Raul Arcuza / исполнение Марк Тишман, Нонна Гришаева), проект «Две звезды-3»
- «Актриса» (музыка / слова Константин Меладзе / исполнение Марк Тишман, Нонна Гришаева) проект «Две звезды-3»
- «Апрель» (музыка / слова Джахан Поллыева / исполнение Марк Тишман)
- «Бедная бестия» (музыка / слова исполнение Марк Тишман)
- «Ближе» (музыка / слова Марк Тишман / исполнение Марк Тишман / группа «БиС» / Влад Соколовский / группа «Профсоюз» / группа «Пари»)
- «Вам возвращая ваш портрет» (музыка Николай Мызников / слова Ефим Розенфельд / исполнение Марк Тишман), проект «Достояние республики»
- «В будущем году в Иерусалиме» (музыка Марк Тишман / слова Андрей Дементьев / исполнение Марк Тишман)
- «Вечер. Холодно» (музыка / слова / исполнение Марк Тишман)
- «Вперёд, Россия!» (музыка / слова Марк Тишман / исполнение Марк Тишман / Марк Тишман, Виктория Дайнеко, группа «Город 312», группа «Корни», группа «Фабрика»)
- «Времена» (музыка / слова / исполнение Марк Тишман)
- «Год любви» (музыка Арно Бабаджанян / слова Андрей Вознесенский / исполнение Лев Барашков, Марк Тишман)
- «Города» (музыка / слова / исполнение Марк Тишман)
- «Девушка Победа» (музыка / слова / исполнение Марк Тишман)
- «Дэнс, дэнс, дэнс» (музыка / слова / исполнение Марк Тишман)
- «Жестокое танго» (музыка Геннадий Гладков, слова Юлий Ким / исполнение Марк Тишман, Нонна Гришаева (из к/ф 12 стульев), проект «Две звезды-3»
- «За того парня» (музыка Марк Фрадкин, слова Роберт Рождественский / исполнение Марк Тишман)
- «Здравствуй, ЛЕТО» (музыка, слова / исполнение Марк Тишман)
- «Иллюзии» (музыка Марк Тишман, Андрей Мисин / слова Марк Тишман / исполнение Марк Тишман)
- «Копакабана» (музыка / слова / исполнение Марк Тишман)
- «Лебединая верность» (музыка Евгений Мартынов / слова Андрей Дементьев / исполнение Марк Тишман)
- «Любовь как поп-корн» (музыка / слова Марк Тишман / исполнение Марк Тишман / Влад Соколовский)
- «Лучший город Земли» (музыка Арно Бабаджанян / слова Леонид Дербенев / исполнение Марк Тишман), проект «Достояние республики»
- «Маменька» (музыка / слова Константин Меладзе / исполнение Марк Тишман)
- «Махнём не глядя» (музыка Вениамин Баснер, слова Михаил Матусовский / исполнение Марк Тишман)
- «Мне нравится» (музыка Микаэл Таривердиев, слова Марина Цветаева / исполнение Марк Тишман, Нонна Гришаева), из к/ф Ирония судьбы, или С лёгким паром!, проект «Две звезды-3»
- «Моя история» (музыка / слова / исполнение Марк Тишман)
- «Наш танец» (музыка / слова Марк Тишман / исполнение Марк Тишман, Корнелия Манго, Зара)
- «Небо Лондона» (музыка / слова Земфира / исполнение Марк Тишман, Нонна Гришаева), проект «Две звезды-3»
- «Не вопрос» (музыка / слова / исполнение Марк Тишман)
- «Ноктюрн» (музыка Арно Бабаджанян, слова Роберт Рождественский / исполнение Марк Тишман, Нонна Гришаева), проект «Две звезды-3»
- «Нули» (музыка / слова / исполнение Марк Тишман)
- «Опять метель» (музыка Константин Меладзе, слова Константин Меладзе, Джахан Поллыева / исполнение Марк Тишман, Нонна Гришаева), проект «Две звезды-3»
- «Оранжевый галстук» (музыка Евгений Хавтан, слова Валерий Сюткин / исполнение Марк Тишман, Нонна Гришаева), проект «Две звезды-3»
- «Пароход» (музыка Николай Минх, слова Анатолий Френкель / исполнение Марк Тишман, Нонна Гришаева), проект «Две звезды-3»
- «Песня Анюты» (музыка Исаак Дунаевский, слова Василий Лебедев-Кумач / исполнение Марк Тишман, Нонна Гришаева), проект «Две звезды-3»
- «Песня этого города» (музыка / слова / исполнение Марк Тишман)
- «Половинка» (музыка / слова Джахан Поллыева / исполнение Марк Тишман, Виктория Дайнеко)
- «Последний бой» (музыка / слова Михаил Ножкин / исполнение Марк Тишман, Нонна Гришаева), проект «Две звезды-3»
- «Пьяные, счастливые» (музыка / слова / исполнение Марк Тишман)
- «Пять цветов» (музыка Константин Меладзе / слова Константин Меладзе, Диана Гольдэ / исполнение Марк Тишман)
- «Ромашка» (музыка / слова Марк Тишман / исполнение Марк Тишман, Виктория Дайнеко, Алексей Чумаков, Зара, группы «Инь-Ян», «БиС»)
- «Русский вальс» (музыка Александра Пахмутова / слова Николай Добронравов / исполнение Марк Тишман)
- «Светлая» (музыка / слова / исполнение Марк Тишман)
- «Сирень» (музыка Павел Аедоницкий / слова Евгений Долматовский / исполнение Лев Лещенко, Марк Тишман)
- «Ты не печалься» (музыка Микаэл Таривердиев / слова Николай Добронравов / исполнение Марк Тишман), из к/ф Большая руда
- «Чёрный кот» (музыка Юрий Саульский / слова Михаил Танич / исполнение Валерий Сюткин, Марк Тишман)
- «Эти глаза напротив» (музыка Давид Тухманов, слова Т. Сашко / исполнение Марк Тишман, Нонна Гришаева)
- «Это счастье» (музыка Хулио Иглесиас (кавер-версия, ориг. «Pobre Diablo») / исполнение Марк Тишман), концерт «Новогодняя ночь 2009 на Первом»
- «Я вернулся» (музыка Андрей Мисин, слова Карен Кавалерян / исполнение Марк Тишман
- «Я встретил девушку» (музыка Андрей Бабаев, слова Мирзо Турсунзаде и Гарольд Регистан / исполнение Марк Тишман, Нонна Гришаева), проект «Две звезды-3»
- «Я к тебе вернусь» (музыка / слова / исполнение Марк Тишман)
- «Я рисую» (музыка Раймонд Паулс / слова Андрей Дементьев / исполнение Марк Тишман)
- «Ярким пламенем» (музыка / слова / исполнение Марк Тишман)
- «Я стану твоим ангелом» (музыка / слова / исполнение Марк Тишман)
- «Январи» (музыка / слова / исполнение Марк Тишман)

## Ведущий телепрограмм, концертов и церемоний
- 2006—2007 — «Бинго-миллион» (Россия (2006), Спорт (2006—2007))
- 2008, 2010 — Выпускные балы в Кремле «В добрый час!»[31] (Первый канал, ТВ Центр)
- 2008 — Юбилейный вечер Георгия Гараняна (Первый канал)
- 2008 — Премия «Товар Года» (Муз-ТВ)
- 2009 — «Новые песни о главном» (Первый канал)
- 2009 — «Сокровище нации» (совместно с Дианой Шпак)[32] (Первый канал)
- 2009 — Праздничный концерт «Этот город наш с тобою!» (ТВ Центр)
- 2009 — Юбилейный вечер Александры Пахмутовой (Первый канал)
- 2010 — Вечер памяти Людмилы Георгиевны Зыкиной «Я лечу над Россией»[33] (Первый канал)
- 2011 — Концерт ансамбля «Домисолька» «Рождественская сказка» (ТВ Центр)
- 2012—2016, 2018 — «Народная марка» в Кремле[34] (Первый канал, НТВ)
- 2014 — Праздничный концерт ко Дню защиты детей «Взрослые и дети» (Первый канал)
- 2014 — «Славянский базар» (Россия-1)
- 2015 — 13-я торжественная церемония вручения ежегодной премии Федерации еврейских общин России «Скрипач на крыше» (НТВ Мир)
- 2015 — Благотворительный марафон «Танцуй добро» (Россия-2)
- 2016 — «Новое утро»[35] (НТВ)
- 2016 — «Все звёзды для любимой» (НТВ)
- 2016 — «Все звёзды майским вечером» (НТВ)
- 2016—2019 — Международный фестиваль «Белая трость»[36] (НТВ)
- 2016 — Юбилейный концерт Леонида Дербенёва «Есть только миг» (НТВ)
- 2016 — «Новогодний миллиард»[37] (НТВ)
- 2017 — Праздничный концерт на Поклонной горе «Москве — 870!» (ТВ Центр)
- 2017 — «Новый год в компании с Владимиром Спиваковым»[38] (Россия-К)
- 2018 — «Здравствуй, страна героев!» (ТВ Центр)
- 2018 — Вечер-посвящение Андрею Дементьеву «И всё-таки жизнь прекрасна!» (Россия-К)
- 2018 — Концерт-посвящение Андрею Дементьеву «Виражи времени»[39] (Первый канал)

## Лауреат
Занял второе место в телевизионном музыкальном проекте «Фабрика Звёзд-7» (2007).
Лауреат российских фестивалей:
«Новые песни о главном» ("Я стану твоим ангелом, 2007, «Вечер. Холодно», 2008 год),
Песня года («Я стану твоим ангелом» (2007), «Ближе» (2008)) и
украинской музыкальной премии «Золотая шарманка» 2009 год.
Победитель шоу Первого канала «Две звезды — 3» (2009).
Четыре года подряд входил в «Сто самых красивых людей г. Москвы» (2008, 2009, 2010, 2011).
В 2012 году удостоен Благодарности Президента Российской Федерации за активное участие в организации и проведении праздника «День семьи, любви и верности».